# Tiffany Cameron
Tiffany Devonna Cameron (Toronto, 16 de octubre de 1991) es una futbolista profesional canadiense que juega como delantera y, en ocasiones, como centrocampista en el Real Betis de la Primera División Femenina de España. Nacida en Canadá de padres jamaicanos, juega para la selección femenina de fútbol de Jamaica. Anteriormente jugó en el Borussia Mönchengladbach en la Bundesliga Femenina alemana, en el F.C. Ramat HaSharon en la Liga Premier de Israel y elTSG 1899 Hoffenheim en la Bundesliga alemana, así como para el OL Reign y el Football Club Kansas City en la National Women's Soccer League. También jugó para el Apollon Ladies Football Club en la Primera División chipriota y representó a Canadá en las categorías sub-17 y senior.

## Trayectoria
Nacida en Toronto, de padres jamaicanos Yvonne Brown y Donovan Cameron, asistió a la escuela secundaria St. Joseph's en Mississauga, donde jugó baloncesto durante tres años y fútbol durante un año.
Durante su estancia en la Universidad Estatal de Ohio, Cameron, que fue seleccionada por la NSCAA para el segundo equipo All-American y dos veces para el primer equipo All-Big Ten, dejó Ohio State como la máxima goleadora de todos los tiempos de los Buckeyes con 40 goles y 96 puntos en su carrera, también la mayor cantidad en la historia del centro. Durante su último año en 2012, lideró a las Buckeyes con 21 goles, con los que rompió el anterior récord de la escuela, que era de 13. Los nueve goles de Cameron con los que ganó un partido fueron la mayor cantidad del país y sus 19 goles, con los que ganó un partido, le sirvieron para empatar con el cuarto puesto en la historia de la Big Ten Conference.
En febrero de 2013, Cameron firmó con el OL Reign para la temporada inaugural de la National Women's Soccer League.
El 19 de junio de 2013, el OL Reign liberó a Cameron y Lyndsey Patterson poco después de firmar con Megan Rapinoe, Stephanie Cox y Kennya Cordner debido a las reglas de la National Women's Soccer League. El 26 de junio de 2013, Cameron firmó con el Football Club Kansas City.
El 2 de febrero de 2014, Cameron fichó por el equipo alemán TSG 1899 Hoffenheim.
Más tarde, ese mismo 2014, jugó para Ottawa Fury Women.
El 9 de marzo de 2015, Cameron firmó con Apollon Ladies Football Club para participar en los partidos de la fase de grupos de la UEFA Champions League en agosto. Disputó tres partidos de la Liga de Campeonas y marcó tres goles. Su equipo necesitaba una victoria o un empate en su último partido para pasar a los dieciseisavos de final y no lo logró.
El 1 de octubre de 2015, Cameron firmó con el F.C. Ramat HaSharon en la Ligat Nashim. Ganó la bota de oro, marcó 38 goles en 24 partidos y ayudó a su equipo a conquistar su primer campeonato de liga.
El 7 de junio de 2016, Cameron firmó con el Borussia Mönchengladbach, que ascendió a la Bundesliga alemana para la temporada 2016/2017.
Cameron disputó sus tres primeras convocatorias con la selección femenina de fútbol de Canadá en enero de 2013, durante el Torneo Cuatro Naciones celebrado en China. Anteriormente había representado a Canadá  como miembro de la selección nacional femenina de Sub-17. Participó en cuatro partidos en la Copa Mundial Femenina Sub-17 de la FIFA, celebrada en Auckland, Nueva Zelanda, donde fue titular en los cuatro encuentros y ayudó al equipo a alcanzar los cuartos de final. También disputó en el Campeonato Sub-17 de la CONCACAF en 2008 en Trinidad y Tobago y lideró al equipo canadiense ganador de la medalla de bronce en anotación. También ganó una medalla de bronce con Ontario en el Campeonato Nacional Femenino Sub-16 All-Star de 2007, evento en el que obtuvo el premio a la Máxima Goleadora.
Como los seis partidos que Cameron jugó para Canadá en la categoría absoluta fueron todos amistosos, pudo cambiar su afiliación a la selección femenina de fútbol de Jamaica. Tras la histórica clasificación de las Reggae Girlz para la Copa Mundial Femenina de la FIFA, fue incluida en la lista de la concentración en enero de 2019. Debutó en un amistoso contra Chile (1-0) el 28 de febrero de 2019.
En 2020, se trasladó a Hungría y fichó por el Ferencváros Torna Club, con el que anotó 11 goles en 23 partidos. Fue campeona de liga y de la Copa de Hungría. A continuación, Tiffany llegó al ETO FC Györ para dos años y donde disputó 50 partidos y anotó 35 goles. En la temporada 2021/22 fue nombrada mejor jugadora de la liga húngara.
En 2023, firmó con el Real Betis Balompié un contrato hasta el 30 de junio de 2025.